# Elezioni generali in Brasile del 2010
Le elezioni generali in Brasile del 2010 si tennero il 3 ottobre (primo turno) e il 31 ottobre (secondo turno) per l'elezione del Presidente e dei membri del Parlamento.

## Risultati
Elezioni presidenziali
| Candidati                | Partiti                                     | I turno     | I turno | II turno   | II turno |
| Candidati                | Partiti                                     | Voti        | %       | Voti       | %        |
| ------------------------ | ------------------------------------------- | ----------- | ------- | ---------- | -------- |
| Dilma Rousseff           | Partito dei Lavoratori                      | 47 651 434  | 46,91   | 55 752 483 | 56,05    |
| José Serra               | Partito della Social Democrazia Brasiliana  | 33 132 283  | 32,61   | 43 711 388 | 43,95    |
| Marina Silva             | Partito Verde                               | 19 636 359  | 19,33   |            |          |
| Plínio de Arruda Sampaio | Partito Socialismo e Libertà                | 886 816     | 0,87    |            |          |
| José Maria Eymael        | Partito Socialdemocratico Cristiano         | 89 350      | 0,09    |            |          |
| José Maria de Almeida    | Partito Socialista dei Lavoratori Unificato | 84 609      | 0,08    |            |          |
| Levy Fidélix             | Partito Rinnovatore Laburista Brasiliano    | 57 960      | 0,06    |            |          |
| Ivan Pinheiro            | Partito Comunista Brasiliano                | 39 136      | 0,04    |            |          |
| Rui Costa Pimenta        | Partito della Causa Operaia                 | 12 206      | 0,01    |            |          |
| Totale                   | Totale                                      | 101 590 153 | 100     | 99 463 871 | 100      |

Elezioni parlamentari
Camera dei deputati
| Liste                                        | Voti       | %     | Seggi |
| -------------------------------------------- | ---------- | ----- | ----- |
| Partito dei Lavoratori                       | 16 289 199 | 16,87 | 88    |
| Partito del Movimento Democratico Brasiliano | 12 537 252 | 12,98 | 78    |
| Partito della Social Democrazia Brasiliana   | 11 477 380 | 11,88 | 54    |
| Partito della Repubblica                     | 7 311 655  | 7,57  | 42    |
| Democratici                                  | 7 301 171  | 7,56  | 43    |
| Partito Socialista Brasiliano                | 6 851 053  | 7,09  | 34    |
| Partito Progressista                         | 6 330 062  | 6,55  | 41    |
| Partito Democratico Laburista                | 4 854 602  | 5,03  | 28    |
| Partito Laburista Brasiliano                 | 4 038 239  | 4,18  | 21    |
| Partito Verde                                | 3 710 366  | 3,84  | 15    |
| Partito Sociale Cristiano                    | 3 072 546  | 3,18  | 17    |
| Partito Comunista del Brasile                | 2 748 290  | 2,85  | 15    |
| Partito Popolare Socialista                  | 2 536 809  | 2,63  | 12    |
| Partito Repubblicano Brasiliano              | 1 633 500  | 1,69  | 8     |
| Partito Socialismo e Libertà                 | 1 142 737  | 1,18  | 3     |
| Partito della Mobilitazione Nazionale        | 1 086 705  | 1,13  | 4     |
| Partito Umanista di Solidarietà              | 764 412    | 0,79  | 2     |
| Partito Laburista del Brasile                | 642 422    | 0,67  | 3     |
| Partito Laburista Cristiano                  | 595 431    | 0,62  | 1     |
| Partito Social-Liberale                      | 499 963    | 0,52  | 1     |
| Partito Rinnovatore Laburista Brasiliano     | 307 925    | 0,32  | 2     |
| Partito Repubblicano Progressista            | 307 188    | 0,32  | 2     |
| Partito Socialdemocratico Cristiano          | 191 835    | 0,20  | –     |
| Partito Laburista Nazionale                  | 182 926    | 0,19  | –     |
| Partito Socialista dei Lavoratori Unificato  | 102 120    | 0,11  | –     |
| Partito Comunista Brasiliano                 | 57 563     | 0,06  | –     |
| Partito della Causa Operaia                  | 6 660      | 0,01  | –     |
| Totale                                       | 96 580 011 | 100   | 513   |

Senato federale
| Liste                                        | Voti        | %     | Seggi |
| -------------------------------------------- | ----------- | ----- | ----- |
| Partito dei Lavoratori                       | 39 410 141  | 23,12 | 11    |
| Partito della Social Democrazia Brasiliana   | 30 903 736  | 18,13 | 5     |
| Partito del Movimento Democratico Brasiliano | 23 998 949  | 14,08 | 16    |
| Partito Comunista del Brasile                | 12 561 716  | 7,37  | 1     |
| Democratici                                  | 10 225 883  | 6,00  | 2     |
| Partito Progressista                         | 9 170 015   | 5,38  | 4     |
| Partito Laburista Brasiliano                 | 7 999 589   | 4,69  | 1     |
| Partito Socialista Brasiliano                | 6 129 463   | 3,60  | 3     |
| Partito Verde                                | 5 047 797   | 2,96  | –     |
| Partito della Repubblica                     | 4 649 024   | 2,73  | 3     |
| Partito Democratico Laburista                | 2 431 940   | 1,43  | 2     |
| Partito Sociale Cristiano                    | 1 247 157   | 0,73  | 1     |
| Partito Social-Liberale                      | 446 517     | 0,26  | –     |
| Partito Socialista dei Lavoratori Unificato  | 436 192     | 0,26  | –     |
| Partito Umanista di Solidarietà              | 305 793     | 0,18  | –     |
| Partito Laburista Cristiano                  | 282 629     | 0,17  | –     |
| Partito della Mobilitazione Nazionale        | 241 321     | 0,14  | –     |
| Partito Comunista Brasiliano                 | 146 627     | 0,09  | –     |
| Partito Rinnovatore Laburista Brasiliano     | 74 478      | 0,04  | –     |
| Partito Socialdemocratico Cristiano          | 73 227      | 0,04  | –     |
| Partito della Causa Operaia                  | 21 263      | 0,01  | –     |
| Partito Laburista Nazionale                  | 6 013       | 0,00  | –     |
| Totale                                       | 170 431 573 | 100   | 54    |